# پیشتازان فتح
پیشتازان فتح فیلمی به کارگردانی  و نویسندگی ناصر مهدی پور محصول سال ۱۳۶۳ است.
خلاصه  فیلم سینمایی پیشتازان فتح
یک گروه از جانبازان (دوازده‌تن) قبل از رسیدن گروه‌های خط مقدم به جمع‌آوری مین‌ها که در مسیر چهار معبر سربازان کار گذاشته شده می‌پردازند و در این راه چندنفر به شهادت می‌رسند. اما جان‌بازی‌ها و فداکاری‌های این گروه باعث می‌شود که فتح نهایی بدست آید و نتیجه از خودگذشتگی آنها موجب پیروزی نهایی گردد

## بازیگران
- پرویز پرستویی
- فرهنگ حیدری
- رحمان باقریان
- موسی شجاعی
- محسن محمودی
- مجید بازدار
- وحید یوسفی
- احمد ذاکری
- فریدون بازدار
- علی مطلبیان
- صمد مرحبا
- صمد مرحبا